# Reardan
Reardan è un comune degli Stati Uniti d'America, situato nello Stato di Washington, nella Contea di Lincoln.